# 加兰他敏
加兰他敏（學名：Galantamine；商品名包括Razadyne、Reminyl等），用于治疗轻度至中度阿尔茨海默病和各种其他记忆障碍导致的认知衰退。它是一种已从高加索雪蓮（學名Galanthus caucasicus）、Voronov雪莲（Galanthus woronowii）、以及一些石蒜科的其他成员，如水仙（Narcissus）、夏雪片莲和包括紅花石蒜（红蜘蛛百合）（Lycoris radiata）的石蒜属植物的花和鳞茎中分离的生物碱。它也可以合成生产。
对现代医学用法的研究始于1950年代的苏联。1956年，保加利亚化学家D. Paskov和他的团队首次从雪钟花（Galanthus nivalis）球茎中分离出了加兰他敏。]提取，鉴定和研究活性成分，特别是有关其抑制乙酰胆碱酯酶（AChE）的特性。第一个工业过程于1959年开发。但是，直到1990年代，才对大规模合成进行了大规模升级和优化。
由于这种生物碱是从植物来源中分离出来的，其含量仅为0.1％左右，这导致产量也极低，只有一位数。

## 在神话中的使用
在荷马的《奥德赛》中，赫尔墨斯神赐予奥德修斯一种带有“黑根，但花朵类似牛奶”的药草，称为“moly”，赫尔墨斯声称这将使奥德修斯对女巫喀耳刻的药物免疫。人们认为，moly是雪花莲Galanthus nivalis，是加兰他敏的来源。希腊医师和草药学家迪奥斯科里德斯对moly的描述支持了moly作为Galanthus nivalis的身份。  已经提出喀耳刻使用的药物是曼陀罗（Datura stramonium）（也称为金鸡菊）的提取物，会引起记忆力减退和譫妄。  这将为雪花莲用作解毒剂提供依据，因为曼陀罗是抗胆碱药，而加兰他敏是乙酰胆碱酯酶抑制剂。 

## 医疗用途
加兰他敏用于治疗轻度至中度的血管性痴呆和阿尔茨海默氏症。在美国，它已被美国食品药品监督管理局（FDA）批准为治疗轻度至中度痴呆的安全有效方法。与其他胆碱酯酶抑制剂一样，加兰他敏对治疗轻度认知障碍可能无效。

### 阿尔茨海默氏病
阿尔茨海默氏病的特征是胆碱能功能受损。一种假设是这种损害加剧了由疾病引起的认知缺陷。该假说构成了加兰他敏作为阿尔茨海默氏症治疗中胆碱能增强剂的基础。加兰他敏抑制乙酰胆碱酯酶，一种水解乙酰胆碱的酶。由于乙酰胆碱酯酶的抑制作用，加兰他敏增加了乙酰胆碱用于突触传递的可用性。另外，加兰他敏结合到烟碱样受体的变构位点，这引起构象变化。这种变构调节增加了烟碱样受体对乙酰胆碱的反应。突触前烟碱样受体的激活增加了乙酰胆碱的释放，进一步增加了乙酰胆碱的利用率。加兰他敏对乙酰胆碱酯酶和变构烟碱调节的竞争性抑制是双重作用机制。
为了降低与加兰他敏相关的不良副作用（例如恶心和呕吐）的发生率，可以使用剂量递增方案。在使用加兰他敏的国家中，已经逐渐接受剂量递增方案的使用。  阿尔茨海默氏病治疗的剂量递增方案建议起始剂量为4毫克加兰他敏片，每天两次（8毫克/天）。最少4周后，剂量可以增加到8mg，每天两次（16毫克/天）。  以16毫克/天的剂量服用至少4周后，治疗剂量可能增加至12mg，每天两次（24毫克/天）。剂量增加是基于对临床益处以及先前剂量的耐受性的评估。  如果治疗中断超过三天，通常会从起始剂量开始重新开始该过程，然后重新升级为当前剂量。已经发现16-24mg/天的剂量是最佳剂量。

### 可用形式
该产品以处方形式提供，每天两次，或每天一次，以缓释胶囊或口服液形式提供。

## 副作用
加兰他敏的副作用与其他胆碱酯酶抑制剂相似，最明显也是最常见的是胃肠道症状。一项研究报告，与安慰剂组相比，接受加兰他敏治疗的患者出现恶心和呕吐的比例更高。另一项使用剂量递增治疗的研究发现，每次增加剂量后，恶心的发生率都会降低至基线水平。实际上，其他一些胆碱酯酶抑制剂的耐受性可能更高。但是，经过三个多月的仔细逐步滴定可能会导致相当的长期耐受性。
美国食品药品监督管理局（FDA）和国际卫生部门已根据两项轻度认知障碍（MCI）治疗期间研究的数据，发布了对加兰他敏的警报；接受药物治疗的患者死亡率更高。2006年4月27日，FDA批准了关于所有形式的加兰他敏制剂（液体，常规片剂和缓释片剂）的标签变更警告，以警告出现心动过缓（静息心律缓慢）以及有时出现房室传导阻滞的风险，尤其是在易感人群中。同时，晕厥（晕厥）的风险似乎相对于安慰剂有所增加。“在随机对照试验中，加兰他敏治疗的患者发生心动过缓的报道要多于安慰剂治疗的患者，但很少出现严重的心动过缓，很少导致治疗中断。”在阿尔茨海默氏病相关研究中未见这些副作用。

## 药理
加兰他敏的化学结构包含叔胺。在中性pH值下，该叔胺通常会与氢键合，并主要以铵离子形式出现。
加兰他敏是脑某些区域的人烟碱乙酰胆碱受体（nAChRs）α4β2，α3β4，和α6β4，和鸡/小鼠nAChRsα7/5-HT3的一种有效的变构增效配体。通过与nAChRs的变构位点结合，发生构象变化，从而增加了受体对乙酰胆碱的反应。胆碱能神经元上的烟碱胆碱能受体的这种调节反过来引起乙酰胆碱释放量的增加。加兰他敏在人体的所有部位也起弱竞争性和可逆性胆碱酯酶抑制剂的作用。  通过抑制乙酰胆碱酯酶，它可以增加乙酰胆碱的浓度，从而增加大脑某些部位的乙酰胆碱作用。加兰他敏对nAChRs的影响和互补的乙酰胆碱酯酶抑制作用构成双重作用机制。据推测，这种作用可能减轻阿尔茨海默氏症的某些症状。

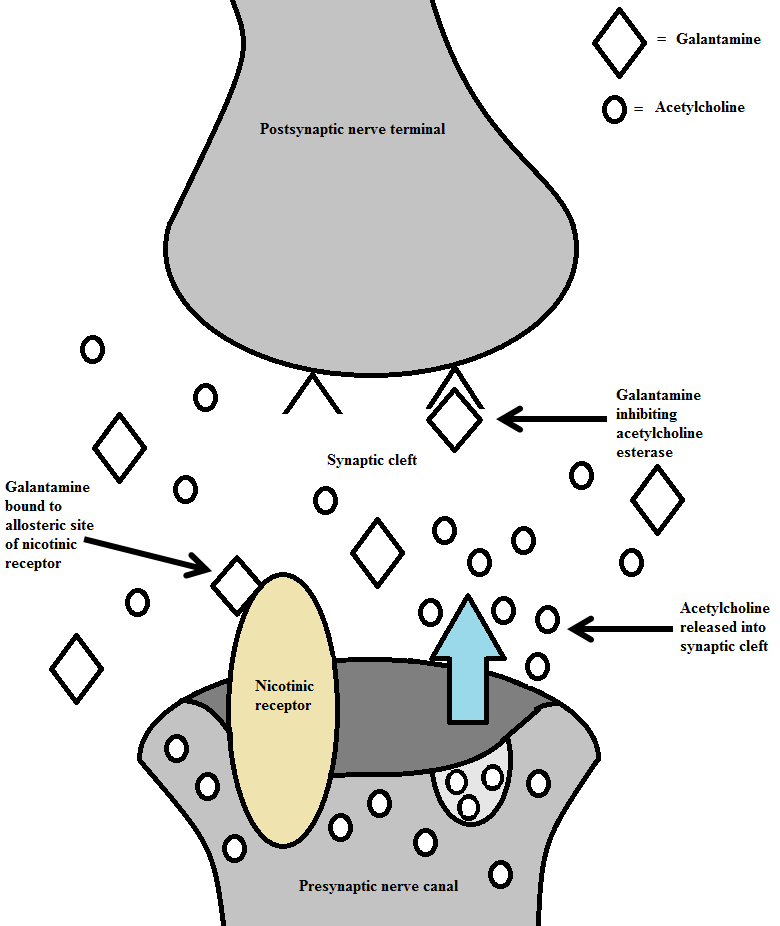
加兰他敏的双重作用机理

纯净形式的加兰他敏是白色粉末。加兰他敏及其靶标乙酰胆碱酯酶的复合物的原子分辨率3D结构是在1999年通过X射线晶体学确定的（PDB代码：1DX6（页面存档备份，存于）；参见复合物（页面存档备份，存于））。没有证据表明加兰他敏会改变潜在的痴呆过程的进程。

## 药代动力学
加兰他敏的吸收迅速而完全，并显示出线性的药代动力学。它被良好吸收，绝对口服生物利用度在80％至100％之间。它的最终消除半衰期为七个小时。在一些健康的志愿者单次口服8毫克后约一小时，达到了抑制乙酰胆碱酯酶的最佳效果。
食物的共同给药可延缓加兰他敏的吸收速率，但不影响吸收程度。
加兰他敏的血浆蛋白结合率约为18％，相对较低。

## 代谢
约75％的加兰他敏在肝脏中代谢。体外研究表明，肝脏CYP2D6和CYP3A4与加兰他敏代谢有关。在静脉或口服给药的24小时内，大约20％剂量的加兰他敏会在尿液中未反应的情况下排泄出去。
在人类中，存在加兰他敏的几种代谢途径。这些途径导致许多不同代谢产物的形成。可以通过加兰他敏的葡萄糖醛酸化作用形成可能产生的代谢物之一。此外，加兰他敏可能会在其氮原子上发生氧化或脱甲基反应，形成另外两种可能的代谢产物。加兰他敏可以在其氧原子上进行脱甲基，形成中间体，然后可以进行葡糖醛酸化或硫酸盐结合。最后，可以将加兰他敏氧化然后还原，然后最终在其氮原子处进行脱甲基或氧化，或者在其氧原子处进行脱甲基和随后的葡糖醛酸糖化。 

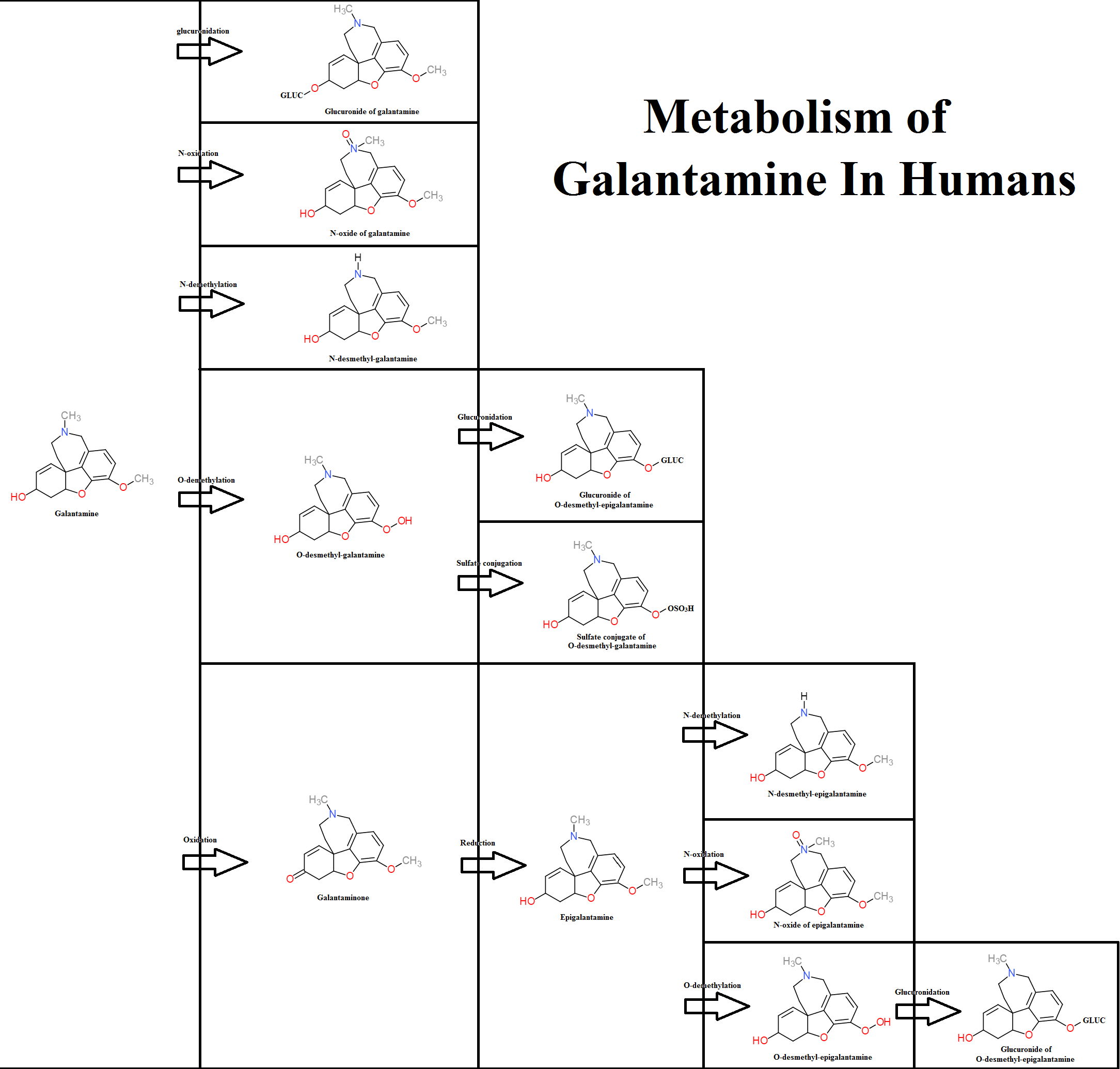
加兰他敏的代谢途径

对于每天一次的Razadyne ER制剂，CYP2D6 弱代谢者的药物暴露比广泛代谢者高约50％。大约7％的人口具有这种基因突变；但是，由于药物是单独滴定至耐受性的，因此对该人群无需进行特定剂量调整。 

## 药物相互作用
由于加兰他敏通过CYP2D6和CYP3A4代谢，因此抑制这些同工酶之一会增加加兰他敏的胆碱能作用。抑制这些酶可能导致不利影响。发现CYP2D6的抑制剂帕罗西汀使加兰他敏的生物利用度提高了40％。  CYP3A4抑制剂酮康唑和红霉素分别将加兰他敏的生物利用度提高了30％和12％。 

## 合成
加兰他敏是从自然资源中获得的，但也有许多工业合成方法。Janssen，Ortho-McNeil Pharmaceutical，Sanochemia Pharmazeutika，Shire和Takeda Pharmaceutical Company等公司都有用于合成加兰他敏的工业流程。

## 研究

### 有机磷中毒
有机磷酸酯的毒性主要源于其作为乙酰胆碱酯酶的不可逆抑制剂的作用。抑制乙酰胆碱酯酶导致乙酰胆碱增加，因为该酶不再可用于催化其分解。  在周围神经系统中，乙酰胆碱的积累会引起毒蕈碱受体的过度刺激，继而使烟碱受体脱敏。  这会导致严重的骨骼肌絮凝（非自愿收缩）。  对中枢神经系统的影响包括焦虑、不安、神志不清、共济失调、震颤、癫痫发作、心肺麻痹和昏迷。作为一种可逆的乙酰胆碱酯酶抑制剂，加兰他敏有潜力通过防止不可逆的乙酰胆碱酯酶抑制作用而作为有效的有机磷酸盐中毒治疗。  另外，加兰他敏具有抗惊厥作用的性质，这可能使它作为一种解毒剂更加可取。 
由美国陆军部分支持的研究已申请一项美国专利，涉及使用加兰他敏和/或其衍生物治疗有机磷酸酯中毒。在专利申请中使用加兰他敏的适应症包括神经毒剂中毒“包括但不限于梭曼、沙林和VX、塔邦和諾維喬克”。在专利申请中引用的研究中已对加兰他敏与公认的神经毒剂解毒剂阿托品一起使用进行了研究。根据研究人员的研究，加兰他敏与阿托品之间发生了意想不到的协同作用，相互作用量为6毫克/千克或更高。将加兰他敏的剂量从5mg/kg增加到8mg/kg，可使保护实验动物免受梭曼毒性所需的阿托品剂量减少1.5倍，是杀死一半实验动物所需剂量的一般要求。

### 自闭症
自闭症儿童除利培酮外还服用加兰他敏可改善自闭症的某些症状，例如易怒，嗜睡和社交退缩。另外，据信胆碱能和烟碱受体在注意过程中起作用。一些研究指出，胆碱能和烟碱治疗可改善自闭症儿童的注意力。  因此，假设加兰他敏的双重作用机制在治疗自闭症儿童和青少年中可能具有相似的作用。 

### 麻醉
加兰他敏在减少麻醉药氯胺酮和地西泮的副作用方面可能有有限的用途。在一项研究中，对照组患者接受了氯胺酮和地西泮治疗，并进行了麻醉和手术。实验组给予了氯胺酮，地西泮和尼可林（其中有效成分是加兰他敏）。  然后在手术后5、10、15、30和60分钟评估两组的困倦和迷失方向。  发现服用尼可林的组在手术后第5、10和15分钟更加机敏。  

### 清醒梦
尽管未获得FDA批准，但人们仍对加兰他敏的娱乐用途产生了兴趣，据称它具有诱导清醒梦的能力。一项研究为此实践提供了一些有限的证据，尽管值得注意的是其作者与清醒研究所有财务联系。